# Bahnstrecke Bad Kleinen–Rostock
| Verlauf der Bahnstrecke Bad Kleinen–Rostock | |                                                                           |                                                                           |
| Streckennummer (DB): | Bad Kleinen–Bützow: 1122 Bützow–Rostock: 6446 Dalwitzhof–Dalwitzhof Nordkopf: 6444 Dalwitzhof Nordkopf–Rostock Warnowbrücke West: 6449 |                                                                           |                                                                           |
| Kursbuchstrecke (DB): | 100 |                                                                           |                                                                           |
| Kursbuchstrecke: | 104 (1934) 105 (Schwaan – Rostock 1934) 118 (Bad Kleinen – Bützow 1946)                                                                |                                                                           |                                                                           |
| Streckenlänge: | 71 km |                                                                           |                                                                           |
| Spurweite: | 1435 mm (Normalspur) |                                                                           |                                                                           |
| Streckenklasse: | D4 |                                                                           |                                                                           |
| Stromsystem: | 15 kV, 16,7 Hz ~ |                                                                           |                                                                           |
| Streckengeschwindigkeit: | Ventschow–Schwaan: 160 km/h restliche Strecke: 120 km/h                                                                                |                                                                           |                                                                           |
| Zugbeeinflussung: | PZB |                                                                           |                                                                           |
| Zweigleisigkeit: | Bad Kleinen–Dalwitzhof |                                                                           |                                                                           |
| | |                                                                           |                                                                           |
| \| \| \| von Lübeck \| \| \| \| \| von Schwerin \| \| \| \| 59,300 \| Bad Kleinen \| Bad Kleinen \| \| \| \| nach Wismar \| \| \| \| \| Wallensteingraben \| \| \| \| 67,600 \| Ventschow \| Ventschow \| \| \| \| A 14 \| \| \| \| \| Brüeler Bach \| \| \| \| \| \| \| \| \| \| von Wismar \| \| \| \| \| \| \| \| \| 76,800 \| Blankenberg (Meckl) \| Blankenberg (Meckl) \| \| \| \| B 192 \| \| \| \| \| nach Karow \| \| \| \| \| \| \| \| \| 81,200 \| Bk Friedrichswalde (Meckl) (ehem. Gbf) \| Bk Friedrichswalde (Meckl) (ehem. Gbf) \| \| \| 87,500 \| Warnow \| Warnow \| \| \| 89,700 \| Warnow (Meckl) \| Warnow (Meckl) \| \| \| 93,200 \| Zernin \| Zernin \| \| \| 99,192 -0,932 \| Anfang Strecke 6446 \| Anfang Strecke 6446 \| \| \| -0,254 \| Bützow \| Bützow \| \| \| \| nach Strasburg \| \| \| \| 4,200 \| Oettelin \| Oettelin \| \| \| 6,500 \| Kassow \| Kassow \| \| \| \| von Güstrow \| \| \| \| 11,950 \| Schwaan Süd (Bft) \| Schwaan Süd (Bft) \| \| \| 14,100 \| Schwaan \| Schwaan \| \| \| 16,900 \| Warnow \| Warnow \| \| \| 19,300 \| Huckstorf \| Huckstorf \| \| \| 22,300 \| Pölchow \| Pölchow \| \| \| 23,500 \| A 20 \| A 20 \| \| \| 25,350 \| Papendorf Hp \| Papendorf Hp \| \| \| \| von Neustrelitz \| \| \| \| \| von Sanitz \| \| \| \| 27,864 \| Dalwitzhof \| Dalwitzhof \| \| \| \| Anfang Strecke 6444 \| \| \| \| \| \| \| \| \| \| \| \| \| \| \| Anschluss Bahnstromwerk \| \| \| \| 29,016 \| Dalwitzhof Nordkopf (Bft) \| Dalwitzhof Nordkopf (Bft) \| \| \| \| ehemaliges Streckenende (siehe unten) \| \| \| \| \| nach Rostock Warnowbrücke West (siehe unten) \| \| \| \| \| von Stralsund (siehe unten) \| \| \| \| 30,250 \| Rostock Hbf \| Rostock Hbf \| \| \| \| Hafenbahn zum Rostocker Stadthafen \| \| \| \| \| nach Wismar \| \| \| \| \| nach Warnemünde \| \| \| Ehemaliges Streckenende \| \| \| \| \| \| 0,726 \| Dalwitzhof Nordkopf (siehe oben) \| Dalwitzhof Nordkopf (siehe oben) \| \| \| \| Anfang Strecke 6449 \| \| \| \| \| von Rostock (siehe oben) \| \| \| \| -0,063 \| Rostock Warnowbrücke West (Abzw) \| Rostock Warnowbrücke West (Abzw) \| \| \| \| von Stralsund \| \| \| \| \| \| \| \| \| \| Rostock Warnowbrücke Ost (Bk, ehem. Abzw) \| \| \| \| \| \| \| \| \| \| \| \| \| \| \| Westkurve \| \| \| \| \| Ostkurve \| \| \| \| \| \| \| \| \| \| Rostock Friedrich-Franz-Bahnhof (bis 1910) Rostock Güterbahnhof (ab 1910) \| \| \| \| \| \| \| \| \| \| Hafenbahn zum Rostocker Stadthafen \| \| \| \| \| \| \| \| Quellen: [1][2][3][4] \| \| \| \| | |                                                                           |                                                                           |
| Strecke | | von Lübeck                                                                | von Lübeck                                                                |
| Abzweig geradeaus und von rechts | | von Schwerin                                                              | von Schwerin                                                              |
| Bahnhof | 59,300 | Bad Kleinen                                                               | Bad Kleinen                                                               |
| Abzweig geradeaus und nach links | | nach Wismar                                                               | nach Wismar                                                               |
| Brücke über Wasserlauf | | Wallensteingraben                                                         | Wallensteingraben                                                         |
| Bahnhof | 67,600 | Ventschow                                                                 | Ventschow                                                                 |
| Strecke mit Straßenbrücke | | A 14                                                                      | A 14                                                                      |
| Brücke über Wasserlauf | | Brüeler Bach                                                              | Brüeler Bach                                                              |
| Verschwenkung von rechts | |                                                                           |                                                                           |
| Strecke von links (außer Betrieb) · Kreuzung geradeaus unten (Querstrecke außer Betrieb) | | von Wismar                                                                | von Wismar                                                                |
| Abzweig ehemals geradeaus und von links · Abzweig geradeaus und nach rechts | |                                                                           |                                                                           |
| ehemaliger Bahnhof · Bahnhof | 76,800 | Blankenberg (Meckl)                                                       | Blankenberg (Meckl)                                                       |
| Bahnübergang · Bahnübergang | | B 192                                                                     | B 192                                                                     |
| Strecke nach rechts · Strecke | | nach Karow                                                                | nach Karow                                                                |
| Verschwenkung nach rechts | |                                                                           |                                                                           |
| Blockstelle | 81,200 | Bk Friedrichswalde (Meckl) (ehem. Gbf)                                    | Bk Friedrichswalde (Meckl) (ehem. Gbf)                                    |
| Brücke über Wasserlauf | 87,500 | Warnow                                                                    | Warnow                                                                    |
| Dienststation / Betriebs- oder Güterbahnhof | 89,700 | Warnow (Meckl)                                                            | Warnow (Meckl)                                                            |
| ehemaliger Haltepunkt / Haltestelle | 93,200 | Zernin                                                                    | Zernin                                                                    |
| Kilometer-Wechsel | 99,192 -0,932 | Anfang Strecke 6446                                                       | Anfang Strecke 6446                                                       |
| Bahnhof | -0,254 | Bützow                                                                    | Bützow                                                                    |
| Abzweig geradeaus und nach rechts | | nach Strasburg                                                            | nach Strasburg                                                            |
| ehemaliger Haltepunkt / Haltestelle | 4,200 | Oettelin                                                                  | Oettelin                                                                  |
| ehemaliger Haltepunkt / Haltestelle | 6,500 | Kassow                                                                    | Kassow                                                                    |
| Abzweig geradeaus und von rechts | | von Güstrow                                                               | von Güstrow                                                               |
| Dienststation / Betriebs- oder Güterbahnhof | 11,950 | Schwaan Süd (Bft)                                                         | Schwaan Süd (Bft)                                                         |
| Bahnhof | 14,100 | Schwaan                                                                   | Schwaan                                                                   |
| Brücke über Wasserlauf | 16,900 | Warnow                                                                    | Warnow                                                                    |
| Haltepunkt / Haltestelle | 19,300 | Huckstorf                                                                 | Huckstorf                                                                 |
| Bahnhof | 22,300 | Pölchow                                                                   | Pölchow                                                                   |
| Strecke mit Straßenbrücke | 23,500 | A 20                                                                      | A 20                                                                      |
| Haltepunkt / Haltestelle | 25,350 | Papendorf Hp                                                              | Papendorf Hp                                                              |
| Strecke von rechts · Strecke | | von Neustrelitz                                                           | von Neustrelitz                                                           |
| Abzweig geradeaus und von rechts · Strecke | | von Sanitz                                                                | von Sanitz                                                                |
| Dienststation / Betriebs- oder Güterbahnhof · Dienststation / Betriebs- oder Güterbahnhof | 27,864 | Dalwitzhof                                                                | Dalwitzhof                                                                |
| Strecke · Abzweig geradeaus und nach links · Strecke von rechts | | Anfang Strecke 6444                                                       | Anfang Strecke 6444                                                       |
| Abzweig geradeaus und nach halblinks · Strecke nach halbrechts · Strecke | |                                                                           |                                                                           |
| Abzweig geradeaus und von halblinks · Strecke von halbrechts · Strecke | |                                                                           |                                                                           |
| Abzweig geradeaus und von links · Strecke · Strecke | | Anschluss Bahnstromwerk                                                   | Anschluss Bahnstromwerk                                                   |
| Dienststation / Betriebs- oder Güterbahnhof · Strecke · Strecke | 29,016 | Dalwitzhof Nordkopf (Bft)                                                 | Dalwitzhof Nordkopf (Bft)                                                 |
| Abzweig geradeaus und ehemals nach rechts · Strecke · Strecke | | ehemaliges Streckenende (siehe unten)                                     | ehemaliges Streckenende (siehe unten)                                     |
| Strecke nach rechts · Abzweig geradeaus und von links · Strecke nach rechts | | nach Rostock Warnowbrücke West (siehe unten)                              | nach Rostock Warnowbrücke West (siehe unten)                              |
| Abzweig geradeaus und von rechts | | von Stralsund (siehe unten)                                               | von Stralsund (siehe unten)                                               |
| Bahnhof | 30,250 | Rostock Hbf                                                               | Rostock Hbf                                                               |
| Abzweig geradeaus und ehemals nach rechts | | Hafenbahn zum Rostocker Stadthafen                                        | Hafenbahn zum Rostocker Stadthafen                                        |
| Abzweig geradeaus und nach links | | nach Wismar                                                               | nach Wismar                                                               |
| Strecke | | nach Warnemünde                                                           | nach Warnemünde                                                           |
| Ehemaliges Streckenende | |                                                                           |                                                                           |
| Dienststation / Betriebs- oder Güterbahnhof | 0,726 | Dalwitzhof Nordkopf (siehe oben)                                          | Dalwitzhof Nordkopf (siehe oben)                                          |
| Abzweig ehemals geradeaus und nach links · Strecke von rechts | | Anfang Strecke 6449                                                       | Anfang Strecke 6449                                                       |
| Strecke (außer Betrieb) · Abzweig geradeaus und von links | | von Rostock (siehe oben)                                                  | von Rostock (siehe oben)                                                  |
| Strecke (außer Betrieb) · Blockstelle | -0,063 | Rostock Warnowbrücke West (Abzw)                                          | Rostock Warnowbrücke West (Abzw)                                          |
| Strecke von rechts · Strecke (außer Betrieb) · Strecke | | von Stralsund                                                             | von Stralsund                                                             |
| | |                                                                           |                                                                           |
| Blockstelle · Strecke (außer Betrieb) · Strecke | | Rostock Warnowbrücke Ost (Bk, ehem. Abzw)                                 | Rostock Warnowbrücke Ost (Bk, ehem. Abzw)                                 |
| | |                                                                           |                                                                           |
| Abzweig ehemals geradeaus und nach links · Kreuzung geradeaus unten (Strecke geradeaus außer Betrieb) · Abzweig ehemals geradeaus und nach rechts | |                                                                           |                                                                           |
| Strecke (außer Betrieb) · Abzweig geradeaus und von links (Strecke außer Betrieb) · Strecke nach rechts (außer Betrieb) | | Westkurve                                                                 | Westkurve                                                                 |
| Strecke nach links (außer Betrieb) · Abzweig geradeaus und von rechts (Strecke außer Betrieb) | | Ostkurve                                                                  | Ostkurve                                                                  |
| | |                                                                           |                                                                           |
| Bahnhof (Strecke außer Betrieb) | | Rostock Friedrich-Franz-Bahnhof (bis 1910) Rostock Güterbahnhof (ab 1910) | Rostock Friedrich-Franz-Bahnhof (bis 1910) Rostock Güterbahnhof (ab 1910) |
| | |                                                                           |                                                                           |
| Strecke (außer Betrieb) | | Hafenbahn zum Rostocker Stadthafen                                        | Hafenbahn zum Rostocker Stadthafen                                        |
| | |                                                                           |                                                                           |
| Quellen: | |                                                                           |                                                                           |

Die Bahnstrecke Bad Kleinen–Rostock ist eine zweigleisige, elektrifizierte Hauptbahn in Mecklenburg-Vorpommern. Sie zählt zu den ältesten und wichtigsten Eisenbahnstrecken in Mecklenburg und ist Bestandteil der Magistrale Leipzig–Magdeburg–Schwerin–Rostock.

## Streckenverlauf
Vom Bahnhof Bad Kleinen verläuft die Strecke in östlicher Richtung, zunächst am Nordufer des Schweriner Sees, durch wald- und seenreiche Gebiete. Vor dem Bahnhof Blankenberg (Meckl) überquert die Trasse der 1998 eingestellten Bahnstrecke Wismar–Karow die Strecke. Der Bahnhof der Bahnstrecke Wismar–Karow liegt südlich des Bahnhofes der Hauptbahn. In der Nähe des Bahnhofes Warnow (Meckl), der für den Personenverkehr geschlossen ist, wird das Tal des gleichnamigen Flusses erreicht. Die Strecke wendet sich nach Nordosten. Nach dem etwas außerhalb der Stadt gelegenen Bahnhof Bützow zweigt eine Strecke in Richtung Güstrow ab. Eine andere Strecke aus Güstrow mündet südlich des Bahnhofs Schwaan ein. Hinter Schwaan wird die Warnow noch einmal überquert. Vor Rostock zweigt die alte Strecke zum Friedrich-Franz-Bahnhof ab. Die Kurve zum Hauptbahnhof ist der einzige eingleisige Abschnitt der Strecke und ist parallel mit dem Gleis aus Richtung Neustrelitz/Tessin geführt.

## Geschichte

### Vorgeschichte und Bau
1846 bekam das Großherzogtum Mecklenburg-Schwerin mit der Berlin-Hamburger Eisenbahn seinen ersten Bahnanschluss. Unmittelbar darauf begann man mit dem Bau einer Verbindung von Hagenow an dieser Strecke zu den vier größten Städten des Landes, Schwerin, Wismar, Rostock und Güstrow. Am 1. Mai 1847 wurde der Abschnitt Hagenow–Schwerin eröffnet, am 12. Juli 1848 folgte die Verlängerung nach Wismar. Bei der Wahl der Trasse nach Rostock und Güstrow entschied man sich dafür, die Strecke erst im Bahnhof Kleinen (heute Bad Kleinen) abzweigen zu lassen. Das bedeutete zwar einen gewissen Umweg, ersparte aber den kostspieligen Bau eines Damms durch den Schweriner See. Zur Finanzierung der Bahn wurde eine Staatshilfe von 700.000 Talern bewilligt.
Am 13. Mai 1850 wurde die Strecke Bad Kleinen–Rostock mit einer Zweigstrecke von Bützow nach Güstrow in Betrieb genommen.
Der Bahnhof in Rostock entstand südöstlich des Steintors in der Nähe der Warnow. Die Stadt beschloss, ihn nach dem regierenden Großherzog Friedrich Franz II. Friedrich-Franz-Bahnhof zu benennen. Das Bahnhofsgebäude ging erst 1853 in Betrieb.
Anfänglich verkehrten zwei Zugpaare am Tag zwischen Rostock und Hagenow, die in Schwaan, Bützow, Blankenberg, Kleinen und Schwerin hielten. Zwischen Wismar und Kleinen beziehungsweise Güstrow und Bützow fuhren jeweils drei Zugpaare als Zubringer.

### Entwicklung bis 1945
In den folgenden Jahren wurde das Netz weiter ausgebaut. Mit der Verlängerung der Bahnstrecke nach Güstrow bis Neubrandenburg und Stettin (1864 bis 1867) sowie dem Bau der Bahnstrecke Lübeck–Bad Kleinen (1870) entstand eine Ost-West-Verbindung von Hamburg nach Stettin, die zwischen Bad Kleinen und Bützow diese Strecke nutzte. 1905 verkehrten dort fünf Personenzugpaare und ein Schnellzugpaar (in den Sommermonaten durch einen Zusatzzug verstärkt), überwiegend auf der Ost-West-Strecke. Nach Rostock und Warnemünde gab es Kurswagen.
In Rostock änderte sich die Situation mit dem Bau der Bahnstrecke Neustrelitz–Warnemünde 1886, die einen eigenen Bahnhof bekam. Da die Situation mit zwei verschiedenen Bahnhöfen in der Stadt unattraktiv war, entschied man sich, den gesamten Personenverkehr über den Lloydbahnhof, der später Rostock Hauptbahnhof genannt wurde, abzuwickeln. 1896 wurden auch die Züge aus Bützow in diesen Bahnhof geführt. Der alte Friedrich-Franz-Bahnhof diente seit 1905, als auch eine Verbindung von Stralsund in den Hauptbahnhof geschaffen wurde, nur noch dem Güterverkehr. Wichtig für die Strecke war auch der Umbau des Bahnhofes Warnemünde 1903 und die Einrichtung einer direkten Trajektverbindung nach Gedser (Dänemark). Fortan verkehrten direkte Züge Hamburg–Rostock–Kopenhagen, teilweise weiter nach Stockholm und Oslo.
1934 verkehrten auf der Gesamtstrecke zwei Schnellzug-Paare (mit einem zusätzlichen Verstärker im Sommer) Hamburg–Skandinavien, ein Eilzugpaar Rostock–Uelzen, ein beschleunigter Personenzug Rostock–Lübeck und im Sommer ein Eilzug Rostock–Leipzig. Zwischen Bad Kleinen und Bützow kamen ein Schnell- und ein Eilzugpaar (mit Zubringer nach Rostock) Hamburg–Stettin hinzu.

### Zwischen 1945 und 1990

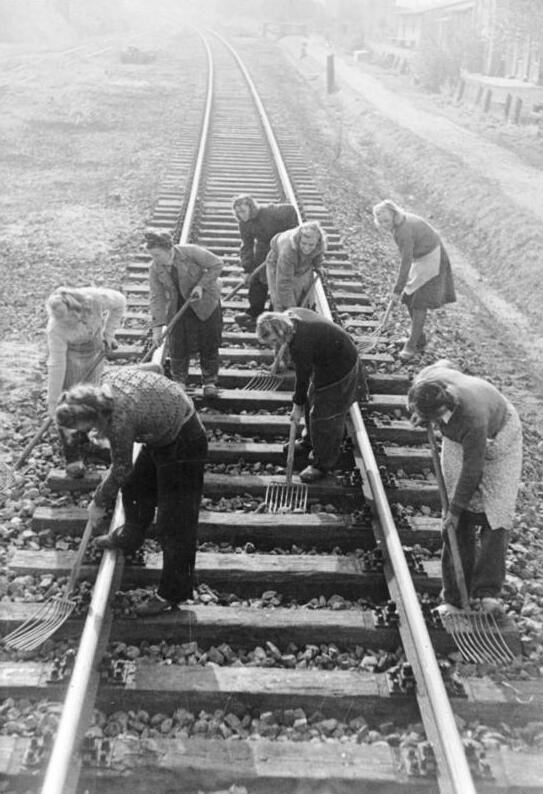
Wiederaufbau des Abschnittes Rostock–Schwaan 1948

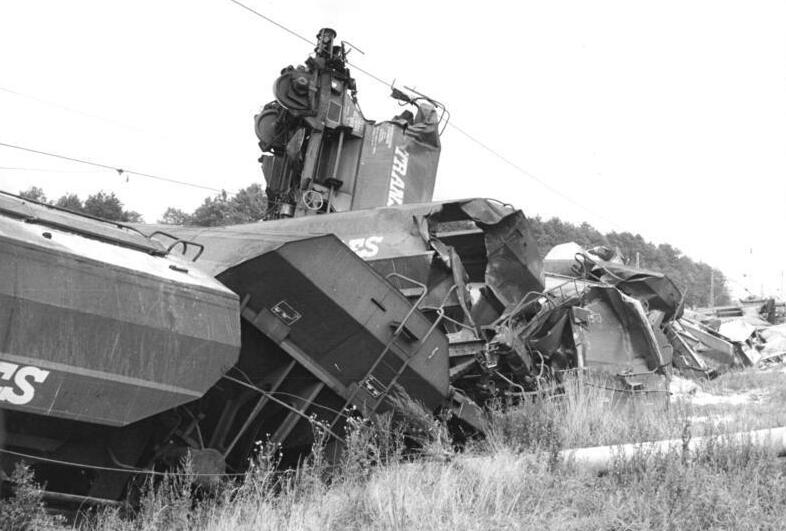
Eisenbahnunfall 1987 zwischen Bützow und Schwaan

Nach 1945 änderten sich durch die Grenzziehung die Verkehrsströme deutlich. Die Ost-West-Verbindung wurde dadurch unbedeutend. Umso wichtiger war die Anbindung von Rostock in Richtung Süden. Nachdem der Abschnitt Rostock–Bützow 1945 als Reparationsleistung abgebaut worden war, wurde er in den folgenden Jahren wieder in Betrieb genommen. Dabei wurde der Wiederaufbau des Teilstückes Rostock – Schwaan 1948 als eines der ersten Jugendobjekte der FDJ propagandistisch vermarktet. Am 5. Oktober 1952 wurde auch der Verkehr im Abschnitt Schwaan – Bützow wieder aufgenommen.
Planungen von 1957 sahen den Bau eines Rangierbahnhofs im Bereich Dalwitzhof im Süden von Rostock vor. Mit dem Bau des Rostocker Überseehafens wurde von diesen Planungen Abstand genommen und der Rangierbahnhof dort errichtet.
Die Strecke gewann in den folgenden Jahrzehnten sowohl für den Personenverkehr als auch für den Güterverkehr (vor allem zum Rostocker Hafen) immer mehr an Bedeutung. 1973–1975 wurde die Strecke wieder zweigleisig ausgebaut. In den 1980er Jahren verkehrten im Sommer bis zu zehn Schnellzugpaare zwischen Rostock und Magdeburg, meist weiter bis Leipzig oder Erfurt. Hinzu kam ein Interzonenzug über Lübeck nach Hamburg, ein Eilzug Rostock–Schwerin und einige Personenzüge.
Nach der Ölkrise in den 1970er Jahren wurde Anfang der 1980er von der Deutschen Reichsbahn die Elektrifizierung der Strecken vorangetrieben. Während der Abschnitt Schwaan–Rostock schon bis Mai 1985 von Güstrow her elektrifiziert wurde, ist die Fahrleitung auf dem restlichen Abschnitt erst 1986/87 in Betrieb genommen worden. Der zu diesem Anlass im Bahnhof von Bad Kleinen aufgestellte Gedenkstein wurde mittlerweile entfernt und befindet sich heute im Besitz der Mecklenburgischen Eisenbahnfreunde Schwerin e. V.

### Nach 1990
Nach dem Mauerfall wurden eine Reihe von zusätzlichen Zügen in Richtung Hamburg neu eingeführt. In der ersten Hälfte der 1990er Jahre verkehrten die Interregio-Linien Stralsund–Rostock–Hamburg und Rostock–Leipzig jeweils im Zweistundentakt. Die Verbindung nach Leipzig wurde Mitte der 1990er zugunsten einer Umsteigeverbindung in Bad Kleinen und später ersatzlos (bis auf einen saisonalen Intercity) gestrichen.
Nach der Deutschen Wiedervereinigung wurde die Strecke als Teil des 242 km langen Verkehrsprojekts Deutsche Einheit Nr. 1 (Lübeck/Hagenow Land–Rostock–Stralsund) ausgebaut. Im Hauptbahnhof Schwerin wurden Bahnsteige verlängert und mit einem Elektronischen Stellwerk ausgerüstet, aus dem auch der Streckenabschnitt von Hagenow Land bis Bad Kleinen gesteuert wird. Die Modernisierung der Strecke sollte ursprünglich im Mai 1999 fertiggestellt werden.
Dieser Ausbau ist allerdings bis in die heutige Zeit (Stand Februar 2025) noch nicht komplett abgeschlossen. Zunächst wurden die Teilstücke Ventschow–Blankenberg und Warnow (Meckl)–Schwaan (Südausfahrt des Bahnhofes) auf 160 km/h ausgebaut. Ende 2008 folgte der Abschnitt zwischen Blankenberg (Meckl) und Warnow (Meckl) (zusammen mit der dortigen Warnowbrücke). Damit sind nun knapp 45 km der 71 km langen Strecke mit einer Geschwindigkeit von 160 km/h befahrbar. Die Strecke soll vollständig ausgebaut werden, damit sie durchgehend mit 160 km/h befahren werden kann, Beginn der Arbeiten für die letzten Abschnitte ist für 2029 geplant.

### Heutige Situation

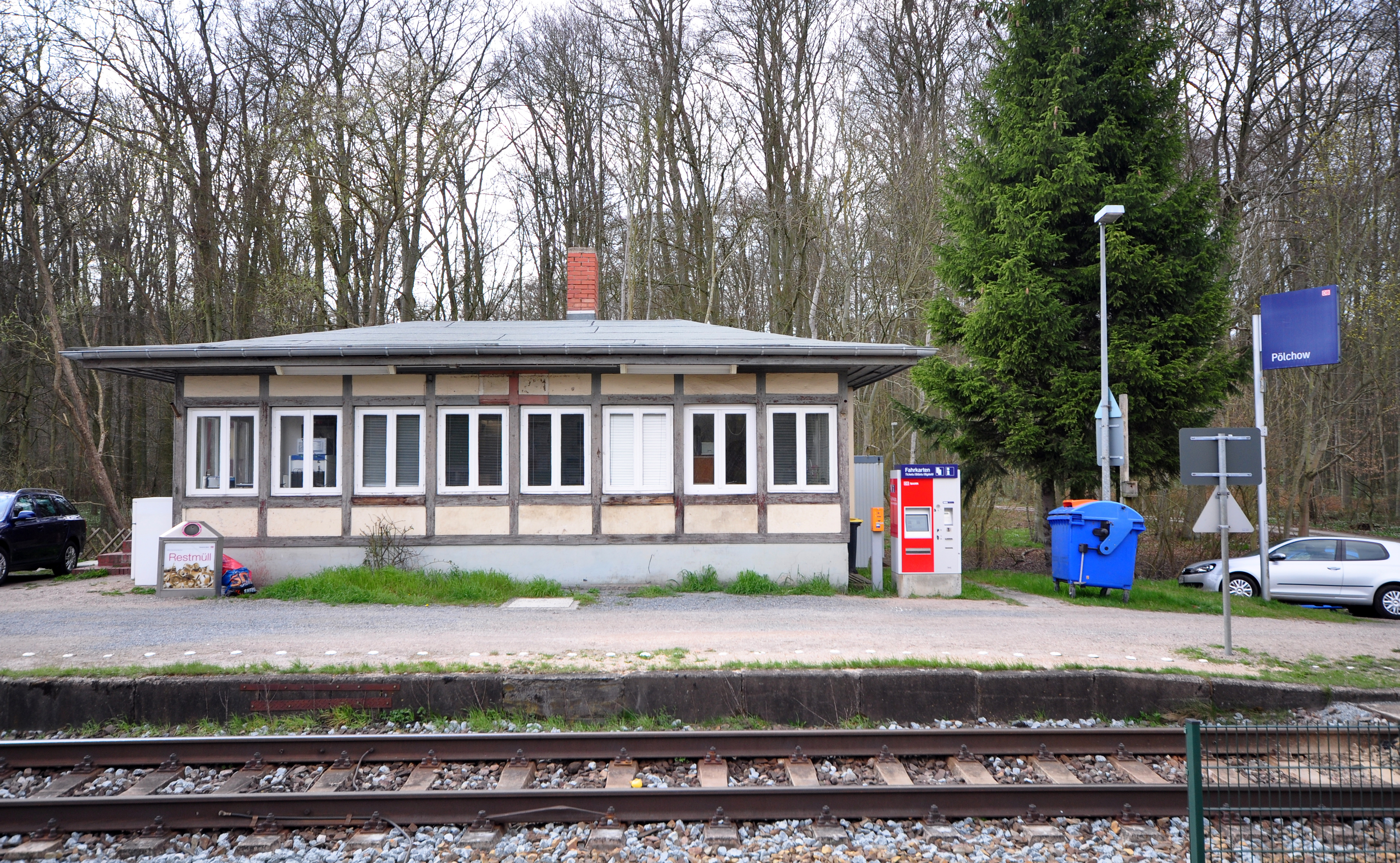
Bahnhof Pölchow

Die Strecke wird auf gesamter Länge von Regionalexpress-Zügen der Linie Rostock–Hamburg (Hanse-Express) im Zweistundentakt befahren. Ebenfalls im Zweistundentakt verkehren ICE-Züge der Linie (Ostseebad Binz–)Stralsund–Rostock–Schwerin–Hamburg und weiter nach West- (Köln / Koblenz) beziehungsweise Südwestdeutschland (Karlsruhe). Fast alle ICE-Züge halten auf dieser Strecke außer in Rostock nur noch in Bützow, die Regionalexpresszüge auch in Schwaan, Blankenberg, Ventschow und Bad Kleinen. Zwischen Bützow und Bad Kleinen verkehrt außerdem, ebenfalls im Zweistundentakt, die Regionalexpresslinie Szczecin–Lübeck mit Halt in Blankenberg und Ventschow. Der Abschnitt Rostock–Schwaan wird auch von den Zügen der Rostocker S-Bahn (mit Halt auf allen Unterwegsstationen) und von über Güstrow geführten Zügen Rostock–Berlin (ohne Unterwegshalt) genutzt. Zum Fahrplanwechsel im Dezember 2008 wurde der Bahnhof Bad Kleinen als Fernverkehrshalt weitgehend aufgegeben. Nur eine Frühverbindung nach Hamburg, eine Nachmittagsverbindung nach Stralsund sowie der IC nach Leipzig bzw. Warnemünde halten noch dort.